# Obrium giesberti
Obrium giesberti är en skalbaggsart som beskrevs av Hovore och Chemsak 1980. Obrium giesberti ingår i släktet Obrium och familjen långhorningar. Inga underarter finns listade i Catalogue of Life.